# هیرومو کوری
هیرومو کوری (انگلیسی: Hiromu Kori؛ زادهٔ ۱۱ سپتامبر ۱۹۹۷) بازیکن فوتبال اهل ژاپن است.
از باشگاه‌هایی که در آن بازی کرده‌است می‌توان به باشگاه فوتبال گامبا اوساکا اشاره کرد.